# Malaysian Juniors
Das Malaysian Juniors (auch Malaysian Junior International oder Malaysia Youth International genannt) ist im Badminton die offene internationale Meisterschaft von Malaysia für Junioren und damit das bedeutendste internationale Juniorenturnier in Malaysia. Austragungen sind seit 2012 dokumentiert.

## Sieger
| Saison    | Herreneinzel                   | Dameneinzel               | Herrendoppel                                          | Damendoppel                                    | Mixed                                                     |
| --------- | ------------------------------ | ------------------------- | ----------------------------------------------------- | ---------------------------------------------- | --------------------------------------------------------- |
| 2012      | Choi Sol-gyu                   | Lee Min-ji                | Arya Maulana Aldiartama Edi Subaktiar                 | Lee Sun-min Shin Seung-chan                    | Choi Sol-gyu Chae Yoo-jung                                |
| 2013      | Choi Sol-gyu                   | He Bingjiao               | Kim Jae-hwan Kim Jung-ho                              | Kim Hye-rin Lee Sun-min                        | Seo Seung-jae Lee Sun-min                                 |
| 2014      | Seo Seung-jae                  | Ho Yen Mei                | Tan Jia Wei Soh Wooi Yik                              | Kim Ga-eun Kim Hyang-im                        | Chua Khek Wei Peck Yen Wei                                |
| 2015      | Adulrach Namkul                | Shim Ye-rim               | Yahya Adi Kumara Yantoni Edy Saputra                  | Tania Oktaviani Kusumah Vania Arianti Sukoco   | Yantoni Edy Saputra Mychelle Bandaso                      |
| 2016      | Ryan Ng Zin Rei                | Chasinee Korepap          | Chen Tang Jie Man Wei Chong                           | Febriana Dwipuji Kusuma Ribka Sugiarto         | Lim Su-min Lee Yu-rim                                     |
| 2017      | Ikhsan Leonardo Imanuel Rumbay | Chen Nianzu               | Emanuel Randhy Febryto Alfandy Rizki Kasturo          | Jauza Fadhila Sugiarto Ribka Sugiarto          | Yeremia Erich Yoche Yacob Angelica Wiratama               |
| 2018      | Ikhsan Leonardo Imanuel Rumbay | Han Qianxi                | Daniel Marthin Leo Rolly Carnando                     | Pearly Tan Toh Ee Wei                          | Ghifari Anandaffa Prihardika Lisa Ayu Kusumawati          |
| 2019      | Bobby Setiabudi                | Tan Ning                  | Yap Roy King Ooi Jhy Dar                              | Febriana Dwipuji Kusuma Amallia Cahaya Pratiwi | Yap Roy King Gan Jing Err                                 |
| 2020 2021 | nicht ausgetragen              | nicht ausgetragen         | nicht ausgetragen                                     | nicht ausgetragen                              | nicht ausgetragen                                         |
| 2022      | Sora Ogaki                     | Kokona Ishikawa           | Koya Iwano Shunya Ota                                 | Rui Kiyama Kanano Murova                       | Tanakorn Meechai Fungfa Korpthammakit                     |
| 2023      | Eogene Ewe                     | Anyapat Phichitpreechasak | Kang Khai Xing Aaron Tai                              | Isyana Syahira Meida Rinjani Kwinara Nastine   | Anselmus Breagit Fredy Prasetya Bernadine Anindya Wardana |
| 2024      | Cho Hyeon-woo                  | Kim Do-yeon               | Muhammad Faiq Lok Hong Quan                           | Cheon Hye-in Kim Tae-yeon                      | Lee Hyeong-woo Cheon Hye-in                               |
| 2025      | Lam Ka To                      | Tonrug Saeheng            | Alexius Ongkytama Subagio Aquino Evano Keneddy Tangka | Low Zi Yu Dania Sofea                          | Loh Ziheng Noraqilah Maisarah                             |